# Odznak za zranění

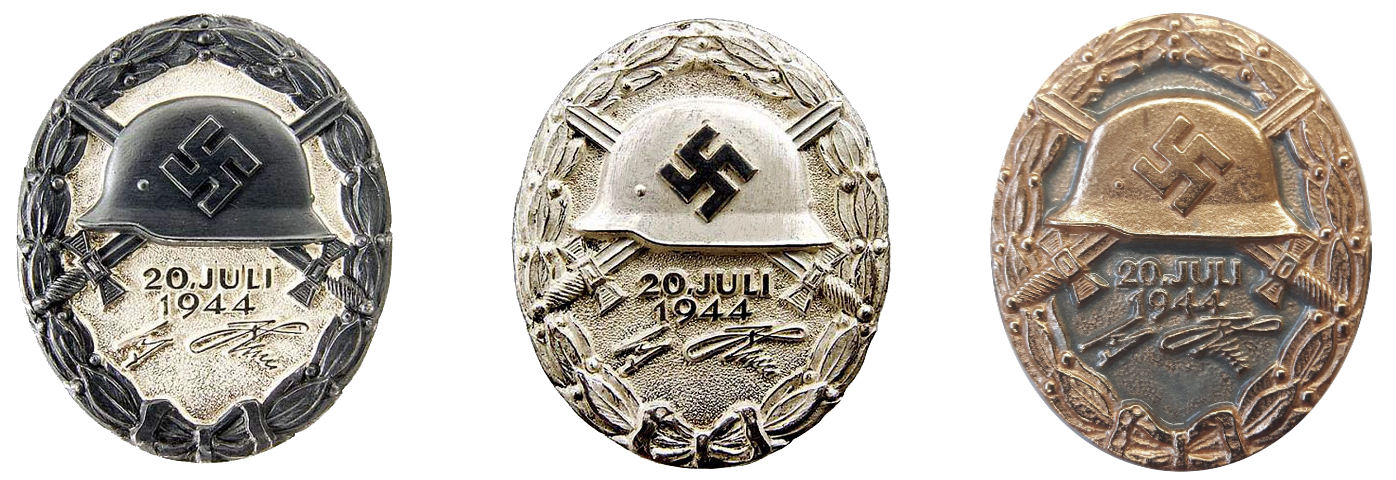
Varianta vyznamenání udělovaná zraněným z puče 20. července 1944

Odznak za zranění (německy das Verwundeten-Abzeichen) bylo německé válečné ocenění pro zraněné, zmrzačené nebo omrzlé vojáky Reichswehru, Wehrmachtu, SS a jiné ozbrojené složky. Dne 1. června 1940 Hitler rozhodl, že každému raněnému, který obdržel stříbrnou nebo zlatou verzi odznaku, bude automaticky udělen i Železný kříž 2. třídy v případě, že dotyčný jím nebyl vyznamenán. Od března 1943, během rostoucího počtu spojeneckých náletů, byl udělován také zraněným civilistům. Jedná se o jedno z nejčastěji udělovaných, ale také vysoce ceněných vojenských vyznamenání Německa a stalo se „značkou cti“ pro všechny, kteří riskovali své životy pro vlast a byli při tom zraněni nebo zmrzačeni.

## Vzhled
Odznak byl zaveden 3. března 1918 německým císařem Vilémem II. pro příslušníky německé armády a existoval ve třech základních verzích. Vyráběn byl z oceli, zinku nebo mosazi. Za druhé světové války se odznak vyráběl zprvu z kvalitních materiálů jako je tombak, který byl později nahrazen zinkem. Odznak za zranění v černém provedení se vyráběl z mosazi nebo ze železa.
Všechny verze odznaku za zranění byly nošeny na spodní části levé náprsní kapsy uniformy. Jestliže nositel na uniformě nějaká vyznamenání již nosil, byl odznak umístěn níže než ostatní vyznamenání. Předpokládá se, že během druhé světové války bylo uděleno přes 5 miliónů odznaků, ale pouze černé a stříbrné verze (zlatá nebyla kupodivu nikdy udělena[zdroj?]). V roce 1957 bylo povolena opět nosit upravenou verzi odznaku, avšak za předpokladu, že byla odstraněna svastika (například zbroušením).

## Třídy odznaku
Odznak byl udělován ve třech základních verzích:

### Černá (3. třída)
(Výlisek ze železného nebo mosazného plechu, varianty i ze zinkového plechu)
- Nositel byl zraněn jednou až dvakrát v boji nebo při leteckém náletu
- Nositel utrpěl omrzliny během plnění povinností

### Stříbrná (2. třída)
(Tombak nebo zinek, postříbřeno)
- Nositel byl zraněn třikrát až čtyřikrát v boji nebo při leteckém náletu
- Nositel utrpěl těžké zranění s trvalými následky během plnění povinností (ztráta končetiny, částečná ztráta sluchu, znetvoření obličeje, poškození mozku)

### Zlatá (1. třída)
(Tombak nebo zinek, pozlaceno)
- Nositel byl zraněn pětkrát a vícekrát v boji nebo při leteckém náletu
- Nositel utrpěl velmi těžké zranění s trvalými následky nebo byl zmrzačen při plnění povinností (úplná slepota, trvalé poškození mozku)